# Adebayo Akinfenwa
Saheed Adebayo Akinfenwa (Londra, 10 maggio 1982) è un ex calciatore inglese, di origini nigeriane, di ruolo attaccante.

## Biografia
È nato da genitori nigeriani emigrati nel Regno Unito, padre musulmano e madre cristiana cattolica.
Tifoso del Liverpool, il suo idolo era John Charles Barnes.
Da giovane, essendo musulmano, doveva osservare il Ramadan, mentre ad oggi è un cristiano cattolico praticante, legge la Bibbia ogni giorno e va in chiesa ogni domenica. Ha un fratello maggiore, Yami, e un fratello minore, Dele.
È un caro amico di Clarke Carlisle, suo ex compagno di squadra ai tempi del Northampton Town.
In Inghilterra è noto anche fuori dai campi di gioco: veste abiti per culturisti, e ha lanciato una sua linea d'abbigliamento, "Beast mode".

### Nella cultura di massa
È soprannominato La Bestia per il suo fisico.
Il 19 luglio 2014 il Wimbledon gioca un'amichevole contro il Chelsea di José Mourinho: nonostante la sconfitta per 3-2, l'incontro lo vede protagonista, ottenendo risonanza mediatica internazionale.
Nella serie di videogiochi calcistici di FIFA, Akinfenwa è il giocatore con la maggior forza fisica,.
Nel settembre 2014 è stato invitato alla festa per l'inaugurazione di FIFA 15 assieme ai più famosi Rio Ferdinand, al pugile George Groves e a Lethal Bizzle.

## Caratteristiche tecniche
Centravanti, Akinfenwa pesa 102 kg, ma ha un fisico da culturista, ed è noto a livello internazionale come uno dei calciatori più forti fisicamente. Sulla panca riesce a sollevare 200 kg, praticamente il doppio del proprio peso.
Abile di testa, è anche un buon rigorista, durante la sua carriera ha calciato 26 rigori, trasformandone 20.

## Carriera

### Inizi
A 18 anni, Akinfenwa ottiene un contratto con l'Atlantas di Klaipėda grazie alla moglie lituana del fratello del suo agente, che conosceva un membro dello staff del club. Nonostante ciò, l'esperienza baltica non è stata inizialmente facile per il giovane: alla sua prima partita prestagionale, è accolto con dei cori razzisti da parte dei suoi stessi tifosi.
A causa di ciò, decide di tornare in patria ma il fratello lo convince ad affrontare il problema: Akinfenwa rimane in Lituania, vivendo altri momenti difficili - in un'altra occasione, una ragazzina undicenne corre verso di lui e gli dice «potere bianco», facendogli il saluto nazista - fino alla finale di Coppa lituana contro lo Zalgiris Vilnius, quando al 18' del primo tempo, realizza il gol che permette alla squadra di Klaipėda di vincere il trofeo. Da allora i suoi tifosi smisero di intonare cori razzisti.
Termina la sua esperienza in Lituania con 29 presenze, di cui 2 nei preliminari di Coppa UEFA, e 7 gol.

### Il ritorno in Inghilterra
Nel 2003 torna nel Regno Unito giocando per varie squadre.
Il 1º luglio 2005 passa allo Swansea City. Esordisce con gli Swans il 6 agosto contro il Tranmere Rovers, segnando la prima rete in assoluto al Liberty Stadium, inaugurato il 10 luglio 2005. L'incontro terminerà 1-0 in favore dei gallesi. Il 2 aprile 2006 la squadra si aggiudica - grazie ad una sua rete in finale contro il Carlisle United - il Johnstone's Paint Trophy.
Il 18 gennaio 2008 - dopo aver trascorso alcuni mesi al Millwall - firma un contratto di sei mesi con il Northampton Town. Il 30 maggio rinnova il proprio contratto per un'altra stagione. Il 29 luglio 2010 si accorda per una stagione con il Gillingham, in League Two.
Il 25 maggio 2011 viene tesserato a parametro zero dal Northampton Town. Il 10 novembre 2012 mette a segno una tripletta - la prima in carriera - ai danni dell'Accrington. Tre anni dopo - complice la crisi finanziaria della società inglese - venderà all'asta la maglietta indossata in quella partita, per aiutare economicamente il club.
Il 2 luglio 2013 torna al Gillingham, firmando un contratto valido per una stagione.

### AFC Wimbledon

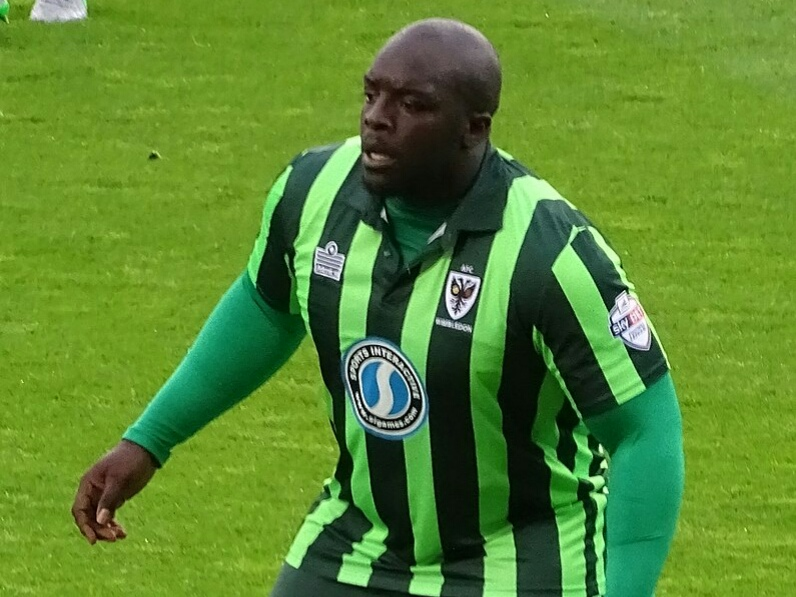
Akinfenwa con la divisa dell'AFC Wimbledon nel 2015

Il 20 giugno 2014 viene tesserato dall'AFC Wimbledon, in League Two. Il 5 gennaio 2015 va in rete contro il Liverpool - squadra di cui è tifoso - nel terzo turno di FA Cup, ristabilendo momentaneamente la parità tra le due squadre. L'8 giugno si accorda con la società per il rinnovo del contratto.
(Akinfenwa al termine di AFC Wimbledon-Plymouth 2-0.)
Il 30 maggio 2016 - subentrato al 77' al posto di Tom Elliott - segna in pieno recupero su calcio di rigore la rete che consente ai Dons di archiviare per 2-0 la finale play-off contro il Plymouth, accedendo in League One per la prima volta nella storia.
A fine partita la società annuncia che il calciatore si libererà a parametro zero a fine stagione.

### Wycombe e ritiro
Il 10 luglio 2016 si lega per una stagione al Wycombe, in League Two. Il 6 agosto seguente, debutta in campionato nella sconfitta contro il Crawley Town (1-0). Dieci giorni più tardi, nella sfida di campionato contro l'Accrington Stanley (1-1), realizza la sua prima rete con la maglia del Wycombe. Il 28 febbraio 2017, firma la sua prima doppietta in campionato nella partita di ritorno contro l'Accrington Stanley (2-2), terminando la stagione con 54 presenze stagionali e 18 reti, di cui 12 in campionato. Nella stagione 2017-2018 si conferma come il miglior marcatore della sua squadra, mettendo a segno altre 18 reti totali, 17 in League Two, con tre doppiette a Port Vale (2-3), Grimsby Town (2-3) e Cheltenham (3-3). Le sue numerose marcature aiutano la formazione a raggiungere il terzo posto in campionato, valevole per la promozione diretta in League One: nell'aprile 2018 è nominato calciatore della stagione in League Two. Termina la sua stagione in League One con 7 gol in 36 incontri, ciononostante l'anno seguente ritorna in doppia cifra e il Wycombe si qualifica per i play-off per il passaggio nella Football League Championship: il club sconfigge il Fleetwood Town in semifinale e l'Oxford Utd in finale, riuscendo ad andare nella seconda serie inglese per la prima volta nella sua storia. In Championship Akinfenwa passa buona parte della stagione in panchina giocando spesso gli ultimi minuti delle gare e mettendo a segno un solo gol, su rigore al 93' contro il Bristol City, permettendo la vittoria per 2-1 dei Chairbois.
La stagione seguente rinnova un altro anno con il Wycombe Wanderers in cui gioca 36 partite in campionato mettendo a segno 5 reti.
Gioca la sua ultima partita contro il Sunderland.

### Il ritorno in campo
Nel marzo del 2023 ha deciso di uscire dal ritiro unendosi ufficialmente al Faversham Town, club inglese militante nella Isthmian League (settima divisione inglese). Ha fatto il suo esordio con il club l'11 marzo in una gara contro il Lancing.

## Statistiche

### Presenze e reti nei club
Durante la sua carriera, Akinfenwa ha giocato 795 partite segnando 234 gol, alla media di 0,29 gol a partita.
Statistiche aggiornate al 21 maggio 2022.
| Stagione                | Squadra                 | Campionato              | Campionato | Campionato | Coppe nazionali | Coppe nazionali | Coppe nazionali | Coppe continentali | Coppe continentali | Coppe continentali | Altre coppe | Altre coppe | Altre coppe | Totale | Totale |
| Stagione                | Squadra                 | Comp                    | Pres       | Reti       | Comp            | Pres            | Reti            | Comp               | Pres               | Reti               | Comp        | Pres        | Reti        | Pres   | Reti   |
| ----------------------- | ----------------------- | ----------------------- | ---------- | ---------- | --------------- | --------------- | --------------- | ------------------ | ------------------ | ------------------ | ----------- | ----------- | ----------- | ------ | ------ |
| 2001                    | Atlantas                | AL                      | 18         | 4          | CL              | 3               | 1               | CU                 | 2                  | 0                  | -           | -           | -           | 23     | 5      |
| 2002                    | Atlantas                | AL                      | 4          | 1          | CL              | 1               | 1               | -                  | -                  | -                  | -           | -           | -           | 5      | 2      |
| Totale Atlantas         | Totale Atlantas         | Totale Atlantas         | 22         | 5          |                 | 4               | 2               |                    | 2                  | 0                  |             | -           | -           | 28     | 7      |
| mar.-giu. 2003          | Barry Town              | PL                      | 8          | 6          | CG              | 1               | 0               | UCL                | -                  | -                  | -           | -           | -           | 9      | 6      |
| ott. 2003               | Barry Town              | PL                      | 1          | 1          | -               | -               | -               | UCL                | 2                  | 0                  | -           | -           | -           | 3      | 1      |
| Totale Barry Town       | Totale Barry Town       | Totale Barry Town       | 9          | 7          |                 | 1               | 0               |                    | 2                  | 0                  |             | -           | -           | 12     | 7      |
| ott.-nov. 2003          | Boston United           | TD                      | 3          | 0          | FACup+CdL       | 0               | 0               | -                  | -                  | -                  | FLT         | 1           | 1           | 4      | 1      |
| nov.-dic. 2003          | Leyton Orient           | TD                      | 1          | 0          | FACup+CdL       | 1+0             | 0               | -                  | -                  | -                  | FLT         | -           | -           | 2      | 0      |
| dic. 2003-gen. 2004     | Rushden                 | SD                      | 0          | 0          | FACup+CdL       | -               | -               | -                  | -                  | -                  | FLT         | -           | -           | 0      | 0      |
| gen.-giu. 2004          | Doncaster Rovers        | TD                      | 9          | 4          | FACup+CdL       | -               | -               | -                  | -                  | -                  | FLT         | -           | -           | 9      | 4      |
| 2004-2005               | Torquay United          | FL1                     | 37         | 14         | FACup+CdL       | 1+1             | 0               | -                  | -                  | -                  | FLT         | 2           | 2           | 41     | 16     |
| 2005-2006               | Swansea City            | FL1                     | 34+2       | 9          | FACup+CdL       | 1+1             | 0+1             | -                  | -                  | -                  | FLT         | 6           | 5           | 44     | 15     |
| 2006-2007               | Swansea City            | FL1                     | 25         | 5          | FACup+CdL       | 4+1             | 1+0             | -                  | -                  | -                  | FLT         | 1           | 0           | 31     | 6      |
| Totale Swansea City     | Totale Swansea City     | Totale Swansea City     | 59+2       | 14+0       |                 | 7               | 2               |                    | -                  | -                  |             | 7           | 5           | 75     | 21     |
| 2007-gen. 2008          | Millwall                | FL1                     | 7          | 0          | FACup+CdL       | 2+0             | 0               | -                  | -                  | -                  | FLT         | 0           | 0           | 9      | 0      |
| gen.-giu. 2008          | Northampton Town        | FL1                     | 15         | 7          | FACup+CdL       | -               |                 | -                  | -                  | -                  | FLT         | -           | -           | 15     | 7      |
| 2008-2009               | Northampton Town        | FL1                     | 33         | 13         | FACup+CdL       | 0+3             | 2               | -                  | -                  | -                  | FLT         | 0           | 0           | 36     | 15     |
| 2009-2010               | Northampton Town        | FL2                     | 40         | 17         | FACup+CdL       | 2+1             | 0               | -                  | -                  | -                  | FLT         | 1           | 0           | 44     | 17     |
| 2010-2011               | Gillingham              | FL2                     | 44         | 11         | FACup+CdL       | 1+1             | 0               | -                  | -                  | -                  | FLT         | 0           | 0           | 46     | 11     |
| 2011-2012               | Northampton Town        | FL2                     | 39         | 18         | FACup+CdL       | 1+1             | 0               | -                  | -                  | -                  | FLT         | 1           | 0           | 42     | 18     |
| 2012-2013               | Northampton Town        | FL2                     | 41+3       | 16         | FACup+CdL       | 2+2             | 0               | -                  | -                  | -                  | FLT         | 3           | 1           | 51     | 17     |
| Totale Northampton Town | Totale Northampton Town | Totale Northampton Town | 168+3      | 71         |                 | 12              | 2               |                    | -                  | -                  |             | 5           | 1           | 188    | 74     |
| 2013-2014               | Gillingham              | FL1                     | 34         | 10         | FACup+CdL       | 2+1             | 0               | -                  | -                  | -                  | FLT         | 0           | 0           | 37     | 10     |
| Totale Gillingham       | Totale Gillingham       | Totale Gillingham       | 78         | 21         |                 | 5               | 0               |                    | -                  | -                  |             | 0           | 0           | 83     | 21     |
| 2014-2015               | AFC Wimbledon           | FL2                     | 45         | 13         | FACup+CdL       | 4+1             | 1+0             | -                  | -                  | -                  | FLT         | 2           | 1           | 52     | 15     |
| 2015-2016               | AFC Wimbledon           | FL2                     | 38+3       | 6+2        | FACup+CdL       | 0+1             | 0               | -                  | -                  | -                  | FLT         | 0           | 0           | 42     | 8      |
| Totale AFC Wimbledon    | Totale AFC Wimbledon    | Totale AFC Wimbledon    | 83+3       | 19+2       |                 | 6               | 1               |                    | -                  | -                  |             | 2           | 1           | 94     | 23     |
| 2016-2017               | Wycombe                 | FL2                     | 42         | 12         | FACup+CdL       | 4+1             | 2+0             | -                  | -                  | -                  | FLT         | 5           | 4           | 52     | 18     |
| 2017-2018               | Wycombe                 | FL2                     | 42         | 17         | FACup+CdL       | 3+1             | 1+0             | -                  | -                  | -                  | FLT         | 0           | 0           | 46     | 18     |
| 2018-2019               | Wycombe                 | FL1                     | 36         | 7          | FACup+CdL       | 0+2             | 0               | -                  | -                  | -                  | FLT         | 1           | 0           | 39     | 7      |
| 2019-2020               | Wycombe                 | FL1                     | 32+3       | 10         | FACup+CdL       | 2+1             | 0               | -                  | -                  | -                  | FLT         | 1           | 0           | 39     | 10     |
| 2020-2021               | Wycombe                 | FLC                     | 33         | 1          | FACup+CdL       | 2+0             | 0               | -                  | -                  | -                  |             | -           | -           | 35     | 1      |
| 2021-2022               | Wycombe                 | FL1                     | 34+2       | 5          | FACup+CdL       | 1+2             | 0+1             | -                  | -                  | -                  |             | -           | -           | 39     | 6      |
| Totale Wycombe          | Totale Wycombe          | Totale Wycombe          | 219+5      | 52         |                 | 19              | 4               |                    | -                  | -                  |             | 7           | 4           | 246    | 60     |
| Totale carriera         | Totale carriera         | Totale carriera         | 708        | 209        |                 | 59              | 11              |                    | 4                  | 0                  |             | 24          | 14          | 795    | 234    |

## Palmarès

### Club

#### Competizioni nazionali
- Coppa di Lituania: 1

Atlantas: 2001
- Campionato gallese: 1

Barry Town: 2002-2003
- Coppa del Galles: 1

Barry Town: 2002-2003
- Football League Trophy: 1

Swansea City: 2005-2006

### Individuale
- Capocannoniere della Football League Two: 1

2011-2012 (18 gol, assieme a Lewis Grabban, Izale McLeod e Jack Midson)